# Trichobothria

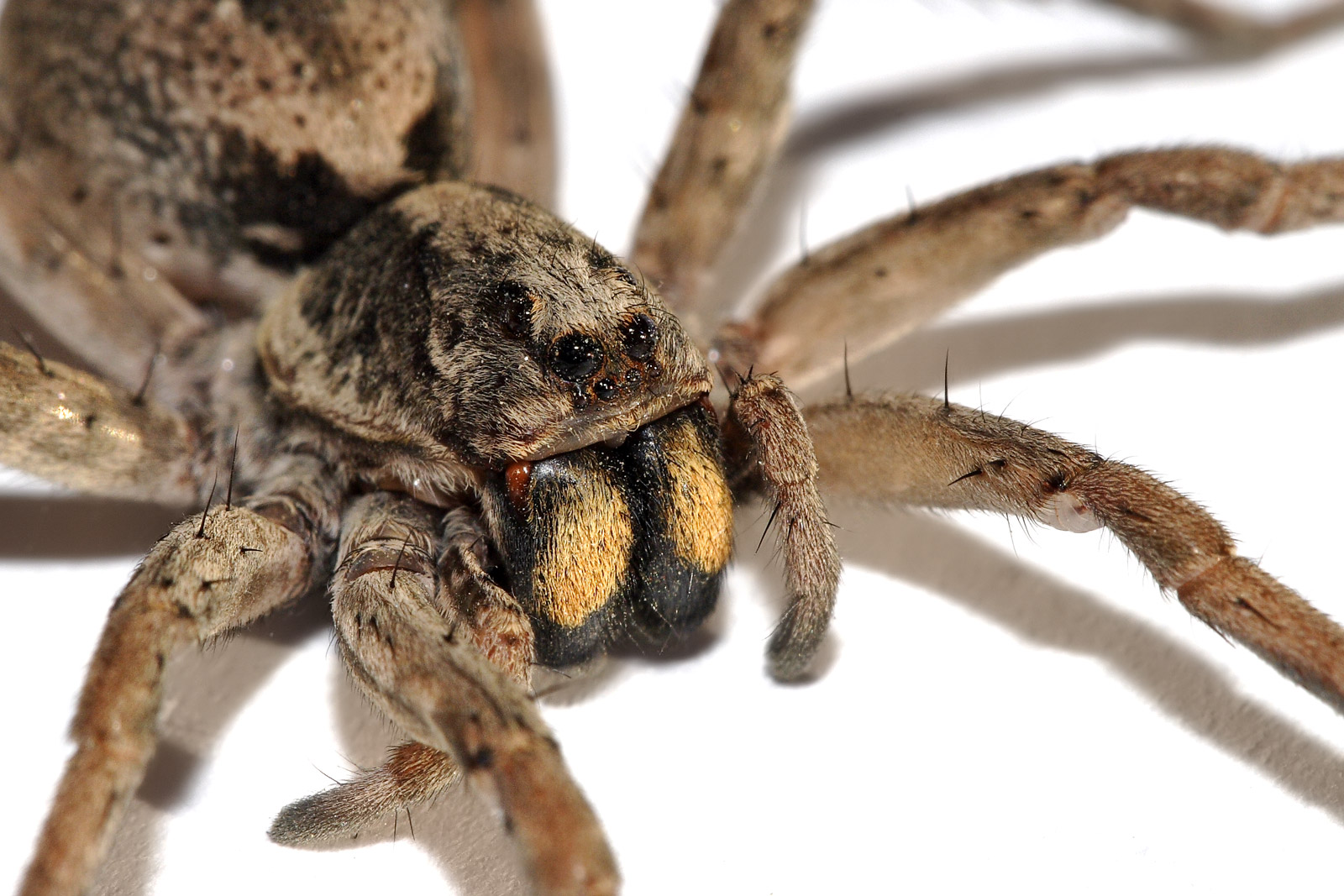
Op de poten van deze vogelspin zijn talloze trichobothria zichtbaar

Trichobothria of bekerharen, enkelvoud trichobotrium (Grieks: τριχός (trichos) = haar en βόθριον = groeve) zijn zintuiglijke structuren die bestaan uit een haar-achtig uitsteeksel van de huid. De Nederlandse naam 'bekerhaar' dankt de naam aan de beker-achtige huidopening waarin de haar is verankerd. Het zijn verlengde setae. Ze kunnen luchttrillingen waarnemen die worden veroorzaakt door naderende prooien en vijanden. In tegenstelling tot de setae lopen ze niet taps toe maar zijn over de hele lengte even dik. Doordat ze met een heel soepele membraan aan het exoskelet bevestigd zijn, zijn ze erg beweeglijk en kunnen zeer gevoelig trillingen waarnemen. Lange exemplaren kunnen vooral laagfrequente trillingen opvangen; de kleinere trichobotria vangen alleen hogere trillingsfrequenties op. Het bereik is doorgaans niet meer dan enkele centimeters.
Trichobothria komen voor bij geleedpotigen: bij de meeste spinnen en bij verschillende insecten-ordes; onder andere de hemiptera (wantsen). Er zijn spinnen die honderden van dergelijke zintuigharen op elke poot hebben, en zo gevoelig zijn voor luchttrillingen dat ze in staat zijn om daarmee vliegende insecten te lokaliseren en uit de lucht te plukken.